# Actenodia unimaculata
Actenodia unimaculata es una especie de coleóptero de la familia Meloidae. La especie fue descrita científicamente por Maurice Pic en 1908.

## Subespecies
- Actenodia unimaculata lanzai Kaszab, 1973
- Actenodia unimaculata unimaculata Pic, 1908

## Distribución geográfica
Habita en África oriental, en las regiones de Kenia y Somalia.